# Kapucijnenkerk ('s-Hertogenbosch)

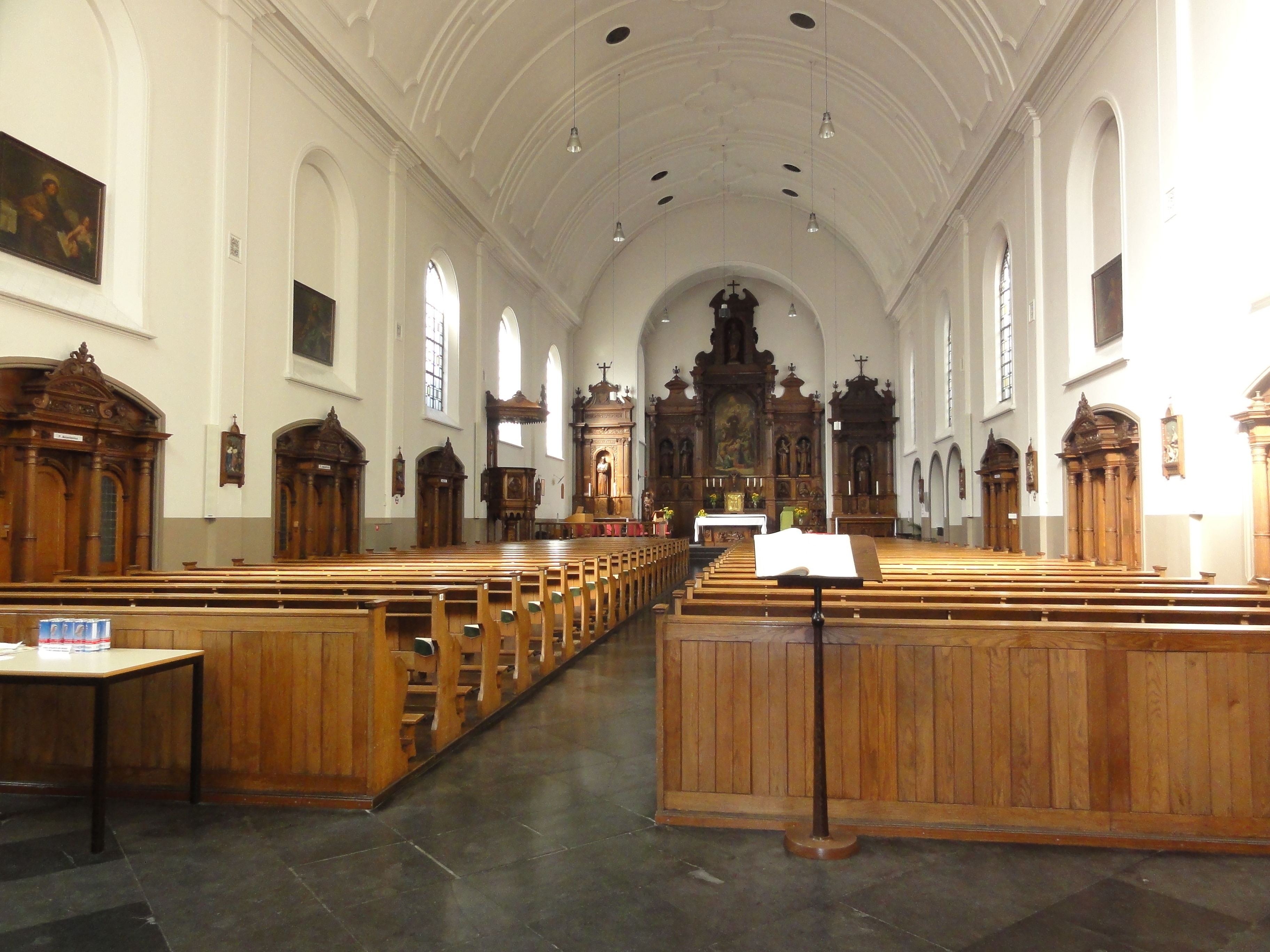
Interieur

De Kapucijnenkerk is een rooms-katholieke kloosterkerk van de orde van Minderbroeders Kapucijnen, gelegen aan de Van der Does de Willeboissingel in 's-Hertogenbosch. 
De kerk werd in 1976 aangewezen als rijksmonument.

## Geschiedenis
In 1611 vestigden de kapucijnen zich in 's-Hertogenbosch, maar na het beleg in 1629 moesten zij de stad alweer verlaten. Eind negentiende eeuw keerden de paters weer terug. Middels een legaat van de rijke fabrikantsdochter Dorothea van Beugen kon een klooster gebouwd worden in de nieuwe stadswijk 't Zand. Op 28 augustus 1898 werd de kerk, en het naastgelegen kloostercomplex officieel in gebruik genomen. De kerk is toegewijd aan het Heilig Hart van Jezus. Tot 2005 had de kerk de functie van parochiekerk, voor de binnenstadswijk 't Zand. De kerk werd daarna een kloosterkerk.  In 2018 hebben de laatste Kapucijnen het klooster verlaten. Zij hebben plaats gemaakt voor een communiteit Franciscanen. Sindsdien is ook de naam veranderd in Stadsklooster San Damiano.
De kerk is tegenwoordig nog steeds een kloosterkerk, en in het kloostercomplex is onder andere de Franciscaanse Beweging gehuisvest.